# Cerodontha kenyana
Cerodontha kenyana är en tvåvingeart som beskrevs av Zlobin 2001. Cerodontha kenyana ingår i släktet Cerodontha och familjen minerarflugor.
Artens utbredningsområde är Kenya. Inga underarter finns listade i Catalogue of Life.